# Jarred Crous
Jarred Crous, född 27 juni 1996, är en sydafrikansk simmare.
Crous tävlade för Sydafrika vid olympiska sommarspelen 2016 i Rio de Janeiro, där han blev utslagen i försöksheatet på 200 meter bröstsim.